# Linia kolejowa nr 434
Linia kolejowa nr 434 – niezelektryfikowana, drugorzędna, jednotorowa linia kolejowa znaczenia państwowego łącząca posterunek odgałęźny Mosty z przystankiem Port Lotniczy Szczecin Goleniów. Umożliwia ona bezpośredni dojazd pociągów pasażerskich od strony Szczecina pod terminal Portu lotniczego Szczecin-Goleniów. 
Linia została sfinansowana z pomocą funduszy unijnych; koszt całej inwestycji wyniósł 67 mln zł. Uroczysta inauguracja – przyjazd pociągu na przystanek przy lotnisku – odbyła się 29 maja 2013 r., a regularne kursowanie rozpoczęło się 9 czerwca 2013 r. wraz z wprowadzeniem letniej korekty rozkładu jazdy.

## Galeria

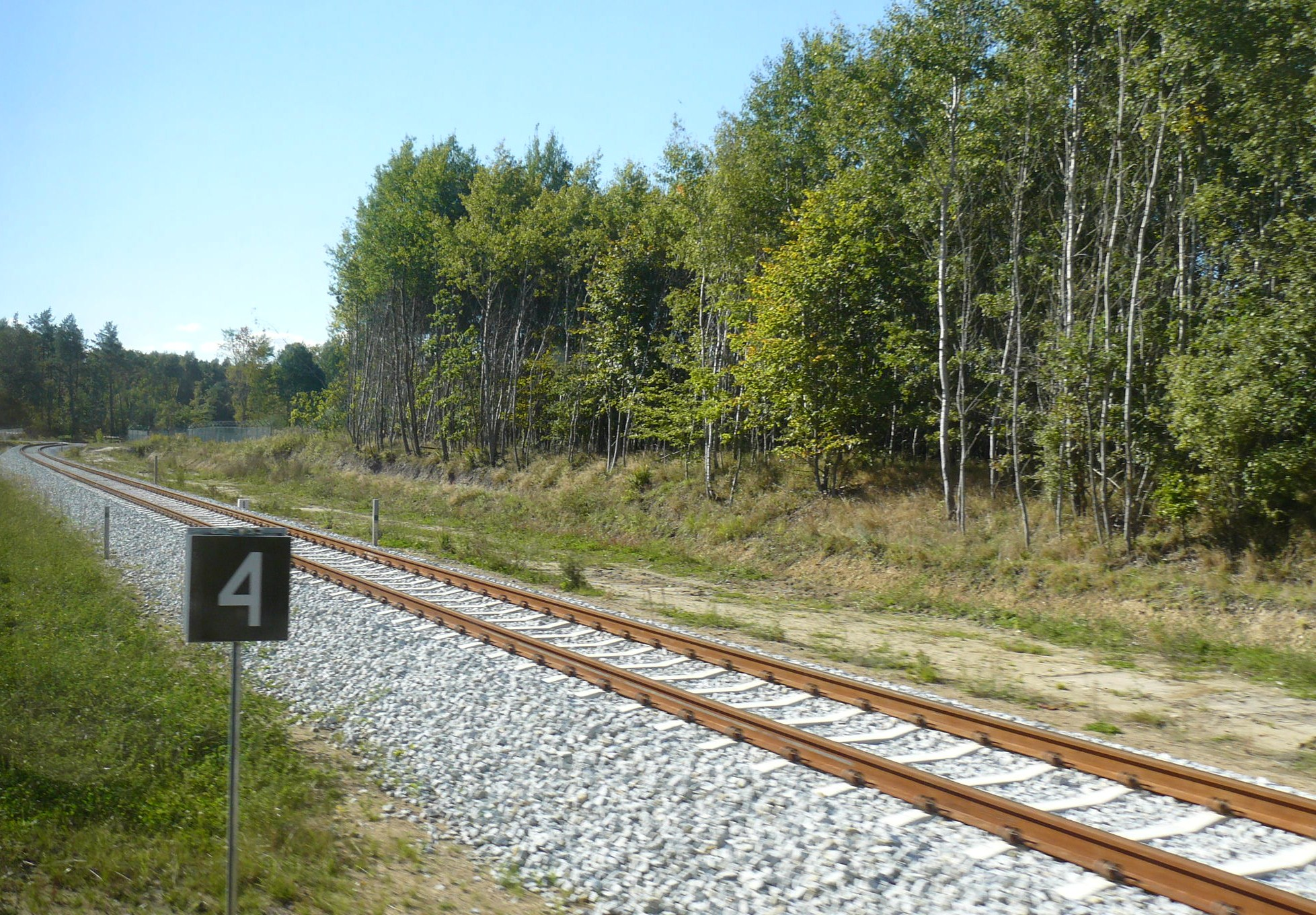
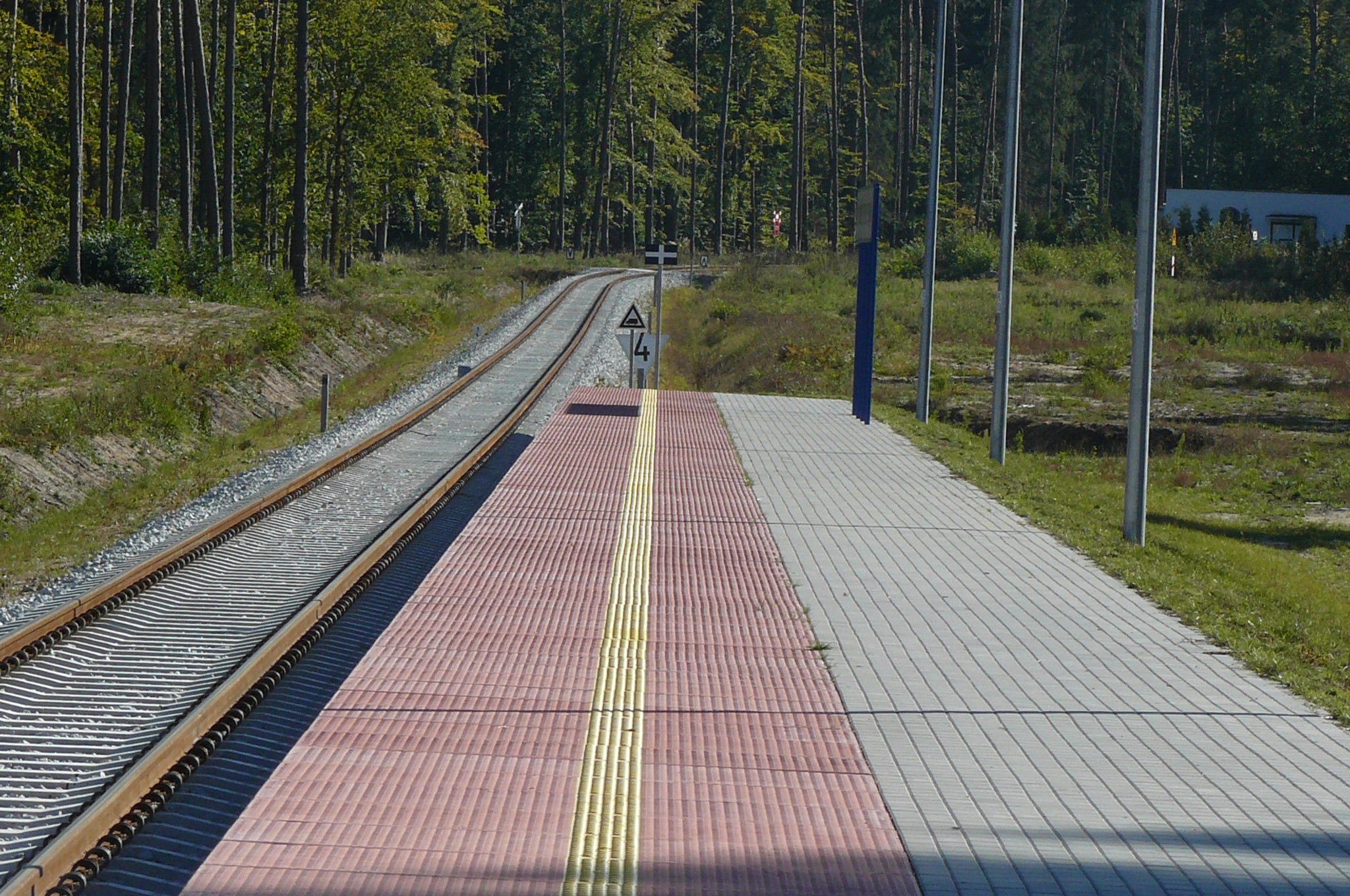
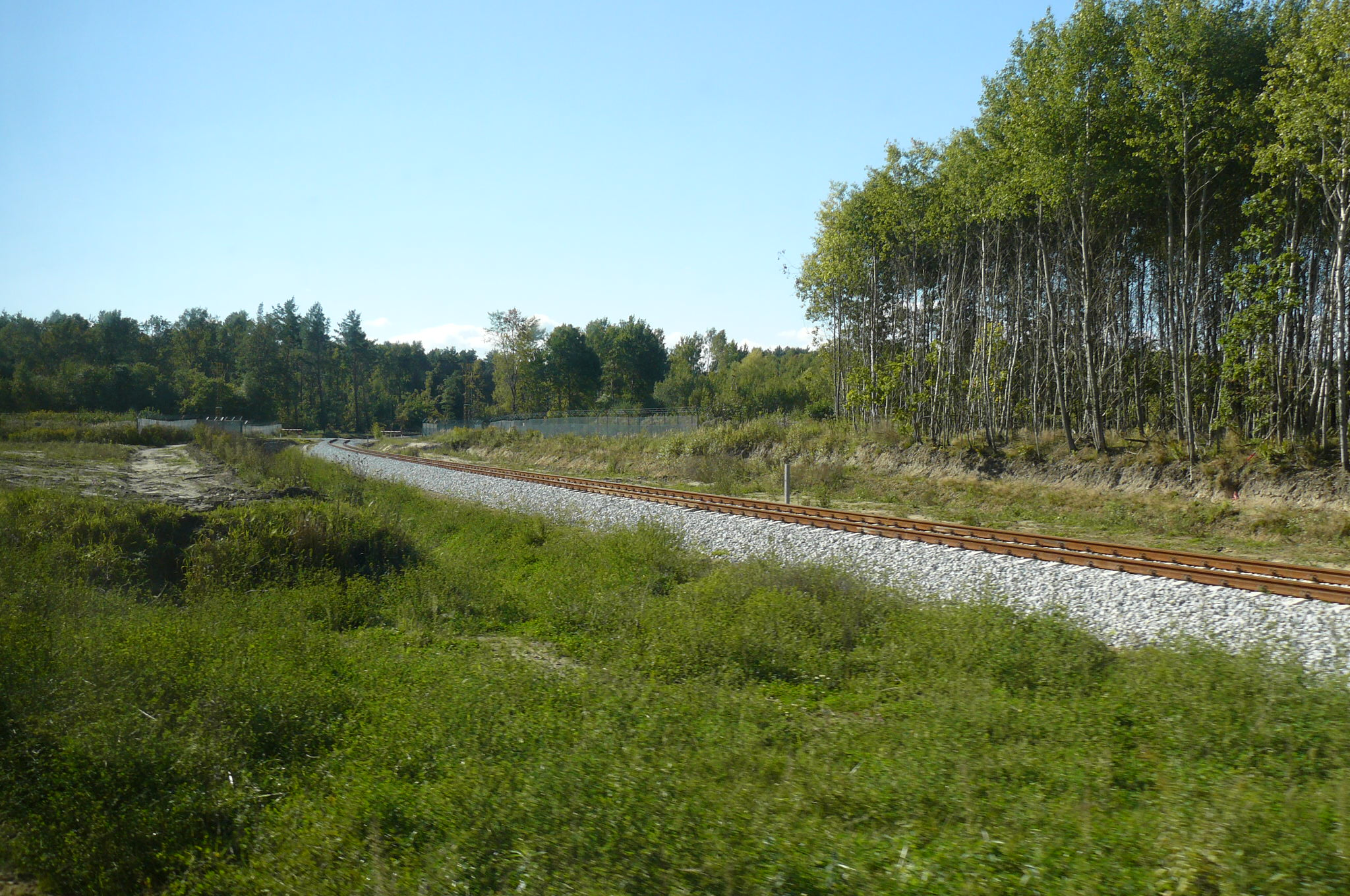